# Medaglia Commemorativa dei Giochi Olimpici
La medaglia commemorativa dei Giochi Olimpici (in tedesco Deutsche Olympia-Erinnerungsmedaille), istituita il 31 luglio 1936, fu una decorazione civile della Germania Nazista concessa ai cittadini tedeschi, ma anche gli stranieri, non impegnati in ruoli sportivi, per commemorare i Giochi della XI Olimpiade, tenutisi a Berlino, e i IV Giochi Olimpici Invernali, tenutisi a Garmisch-Partenkirchen, nel 1936, avvenimenti di fondamentale importanza per la propaganda nella Germania nazista.

## Storia
La decorazione, con valenza commemorativa, fu istituita il 31 luglio 1936. Poco tempo dopo, il 14 febbraio dello stesso anno, a suo completamento, venne istituita anche la decorazione al Merito Olimpico, che aveva non valenza puramente commemorativa, ma di merito.
Ai sensi della legge sui titoli, ordini e decorazioni del 26 luglio 1957 promulgata dalla Repubblica Federale di Germania, nell'ambito della denazificazione, la decorazione può essere utilizzata, qualora conferita, solamente sotto rimozione del simbolo nazista dalla medaglia.

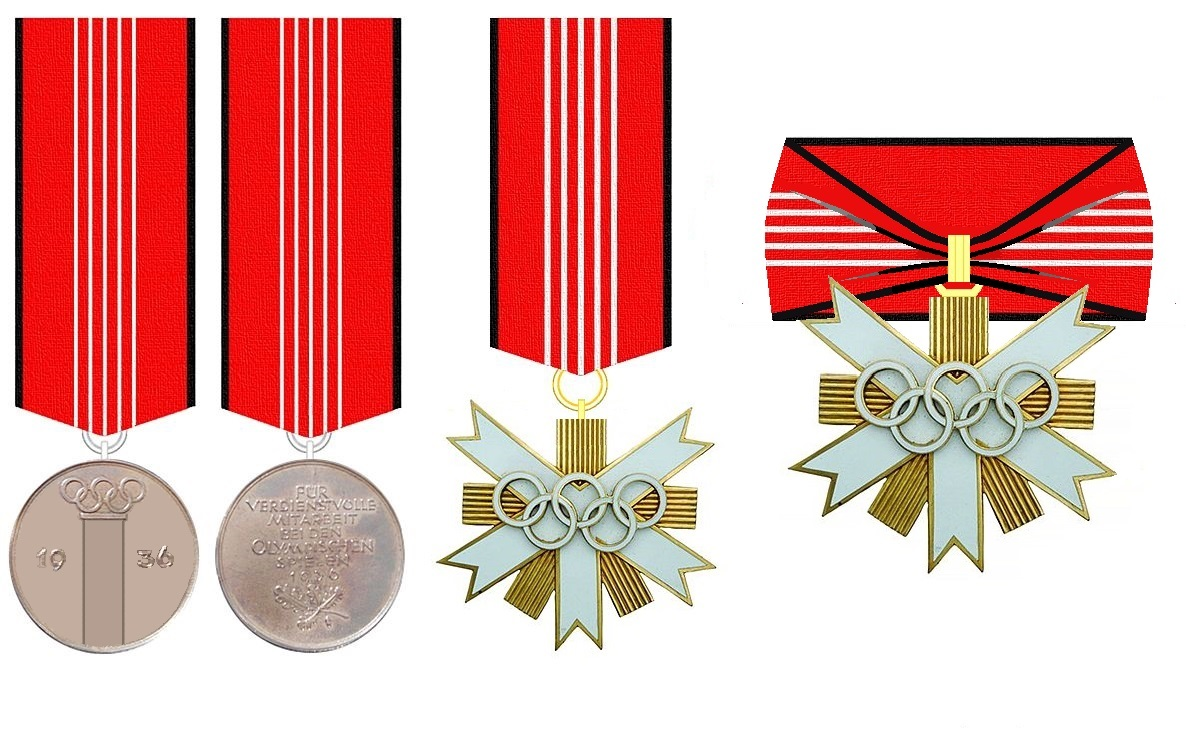
Decorazioni olimpiche naziste denazificate (con le due classi della decorazione al Merito Olimpico)

## Descrizione
Il nastro è formato da cinque strette bande bianche centrali, simboleggianti i cinque cerchi olimpici, e da una stretta banda nera per bordo, poste su sfondo rosso, a riprendere in totale i colori del Reich. Si differenzia con quello della decorazione al Merito Olimpico solamente per la qualità, e spessore, di alcuni particolari delle bande.
La medaglia in sé, un semplice tondo metallico, è composta nel fronte dall'aquila nazista centrata in rilievo che spezza l'anno d'istituzione della medaglia, il 1936, sovrastata dai cinque cerchi olimpici, mentre il retro è comporta dalla scritta centrata in lingua tedesca, "FÜR VERDIENSTVOLLE MITARBEIT BEI DEN OLYMPISCHEN SPIELEN" che in lingua italiana prende il significato di "PER MERITI DI PIENA COLLABORAZIONE ALLE OLIMPIADI", sovrastante sia l'anno di istituzione che delle fronde di quercia, in pieno stile nazista.